# Bezwinger des Todes
Bezwinger des Todes (Originaltitel: Fate is the Hunter) ist ein US-amerikanisches Filmdrama aus dem Jahr 1964. Das Drehbuch basiert auf dem gleichnamigen Roman von Ernest K. Gann.

## Handlung
Flug 22 der Consolidated Airlines unter Kapitän Jack Savage stürzt nach dem Start in Los Angeles ab. Die Katastrophe kostet 53 Menschenleben, nur die Stewardess Martha Webster überlebt den Absturz. Continentals Flugdirektor Sam McBane beginnt mit der Untersuchung des Unglücks. McBane findet heraus, dass Savage kurz nach dem Start über Funk von einem Feuer im rechten Triebwerk berichtet hat. Er suchte um Landeerlaubnis nach, doch man wies ihn an, die Flughöhe beizubehalten, damit der Luftraum freigemacht werden könne. Der folgende Absturz verblüfft McBane, denn der Schub des linken Triebwerkes hätte ausreichen müssen, die Höhe zu halten. Von der überlebenden Stewardess, die zu dem Zeitpunkt Kaffee serviert hatte, erfährt McBane, dass es ein Signal gegeben hätte, dass auch das linke Triebwerk Feuer gefangen habe. Savage hat auch das Triebwerk abgeschaltet. Dann versuchte er auf einem verlassenen Strandabschnitt notzulanden, krachte dabei jedoch in ein altes Pier. 
McBane untersucht das Wrack und stellt fest, dass das linke Triebwerk keinerlei Brandspuren aufweist. Gerüchte kommen auf, dass Savage vor dem Start betrunken gewesen sein soll. Doch McBane kennt Savage noch als Pilot aus dem Krieg und bezweifelt die Gerüchte. Sally Fraser, die Begünstigte der Lebensversicherung des Kapitäns, glaubt, der Absturz sei Schicksal. McBane entschließt sich, den Flug mit dem gleichen Flugzeug mit Martha an Bord zu wiederholen. Als er das rechte Triebwerk abschaltet, beginnt die Maschine zu taumeln. Martha, die wie beim ersten Flug Kaffee serviert, kommt ins Stolpern und verschüttet den Kaffee auf dem Instrumentenbrett. Kurz danach leuchtet die Warnlampe auf, die besagt, dass das linke Triebwerk Feuer gefangen habe. McBane hebelt das Instrumentenbrett heraus und stellt fest, dass die Flüssigkeit die Kabel beschädigt und damit das falsche Signal ausgelöst hat. Kapitän Savage ist damit rehabilitiert.

## Hintergrund
Der Film ist einer der wenigen US-Produktionen, dessen Uraufführung im Ausland früher stattfand als in den USA. In Deutschland erschien der Film am 16. Oktober 1964 in den Kinos, in den USA erst am 8. November.

## Kritiken
Das Lexikon des internationalen Films fand den Film „bei meist treffender Milieuschilderung reichlich konstruiert und erst gegen Ende wirklich spannend“. Bosley Crowther von der New York Times beschrieb den Film als dumm und ärgerlich.
Für Variety hingegen war der Film eine realistische Produktion mit guten Darstellern. Tony Mastroianni von der Cleveland Press bezeichnete den Film als melodramatisch und manchmal spannend.

## Auszeichnungen
1965 war Milton R. Krasner in der Kategorie Beste Kamera/Schwarzweiß für den Oscar nominiert. Eine weitere Nominierung gab es für Drehbuchautor Harold Medford für den Edgar Allan Poe Award.